# Jakub Cigler
Jakub Cigler (* 26. ledna 1962) je český architekt. V roce 2001 založil architektonické studio Cigler Marani Architekti. V roce 2015 po odchodu Vincenta Marani bylo studio přejmenováno na Jakub Cigler Architekti.

## Život
Jakub Cigler vystudoval fakultu architektury ČVUT v Praze. Po absolvování spolupracoval s architektonickým ateliérem Future Systems v Londýně i přímo se zakladatelem této architektonické kanceláře Janem Kaplickým. V 90. letech 20. století začal Jakub Cigler působit na Vysoké škole uměleckoprůmyslové v Praze. V roce 2001 založil architektonické studio Cigler Marani Architekti, které bylo v roce 2015 po odchodu Vincenta Marani přejmenováno na Jakub Cigler Architekti. Jde o jeden z největších architektonických ateliérů v zemi.
Má šest dětí a bydlí na pražské Malé Straně.

## Dílo

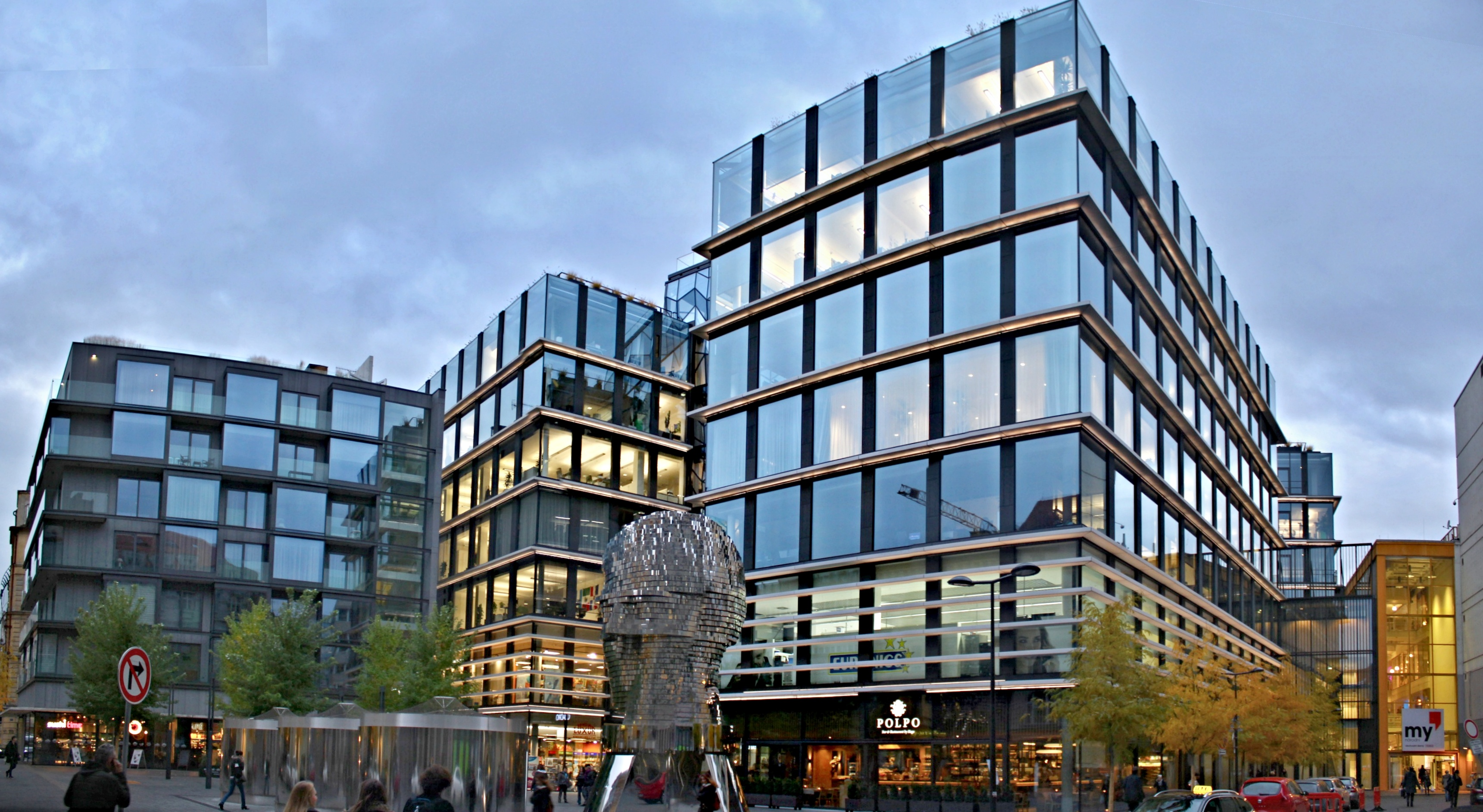
Obchodní centrum a rezidence Quadrio

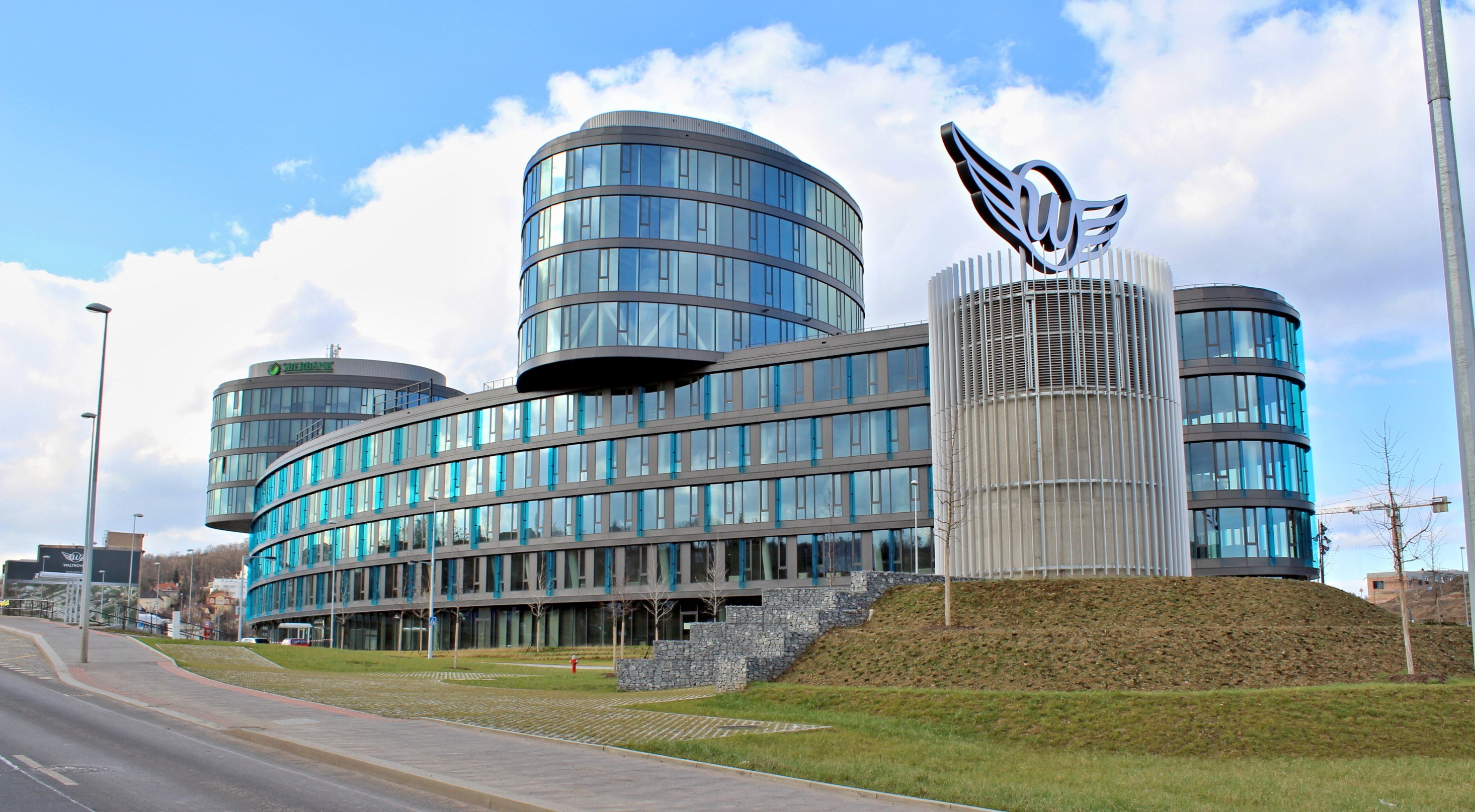
Kancelářská budova Aviatica v rezidenci Waltrovka

- Rekonstrukce Václavského náměstí (návrh 2007 až 2014),[6] Praha
- Budova rádia Svobodná Evropa (2009), Praha
- The Park (2010), Chodov, Praha
- Aviatica (2010),[7] rezidence Waltrovka, Praha
- Sofia Airport Centre (2012), Sofie, Bulharsko
- Digital Park (2012), Bratislava, Slovensko
- Quadrio (2014), Praha
- Florentinum (2014), Praha
- Com City (2014), Moskva, Rusko
- Visionary (2018), Praha